# Geissorhiza tabularis
Geissorhiza tabularis är en irisväxtart som beskrevs av Peter Goldblatt. Geissorhiza tabularis ingår i släktet Geissorhiza och familjen irisväxter. Inga underarter finns listade i Catalogue of Life.